# مل‌مل
مل‌مل یک مجموعهٔ تلویزیونی که به صورت زنده و تولیدی برای کودکان پخش می‌شود از شبکهٔ نهال  که توسط فاطمه امینی و    برای کودکان ۵ تا ۸ سال اجرا می‌شود این برنامه از سال ۱۳۹۵ تاکنون از شبکه‌های مختلف صدا و سیما پخش شده‌است.

## تاریخچه
نخستین قسمت از این برنامه در از اسفند ۱۳۹۵ شبکهٔ نهال پخش می‌شود.
از سال ۱۳۹۵ تاکنون نیز فاطمه امینی مجری‌گری این برنامه را بر عهده داشته‌است.
تا پیش از دنیاگیری کووید-۱۹ در ایران، کودکان نیز در این برنامه حضور داشند، اما از زمان شیوع این بیماری، برنامه تنها با حضور مجری و عروسک‌ها اجرا می‌شود.

## عروسک‌ها
عروسک‌های مل‌مل، بزرگ آقا و بزباش از شخصیت‌های این برنامه هستند. عروسک مل‌مل یک بره است که ابتدا برای حضور در برنامهٔ عصر بخیر بچه‌ها در سال ۱۳۸۸ ساخته شد، اما در پی استقبال مخاطبان، این برنامه به‌عنوان برنامهٔ اختصاصی این عروسک ساخته شد.

## بازخوردها
مل‌مل در میان مخاطبان خردسال دارای محبوبیت ۸۰ درصدی است و تا سال ۱۳۹۷، ۳۹ درصد مخاطب هفتگی خردسال داشته‌است.

## افتخارات
نامزد بهترین برنامهٔ کودک و نوجوان تلویزیون در سال ۱۳۹۷